# Grzanie ławy
Grzanie ławy (ang. The Benchwarmers) – amerykański film komediowy z 2006 roku napisany przez Allena Coverta i Nicka Swardsona oraz wyreżyserowany przez Dennisa Dugana. Wyprodukowany przez Columbia Pictures.
Premiera filmu miała miejsce 7 kwietnia 2006 roku w Stanach Zjednoczonych.

## Opis fabuły
Gus (Rob Schneider), Richie (David Spade) i Clark (Jon Heder) mają koło trzydziestki, są kumplami i należą do zwariowanej frakcji luzaków. Łącza ich też przykre doświadczenia z czasów szkolnych, kiedy to uważani za niedorajdy, nie mogli grać w ukochany bejsbol. Teraz wciąż mają ochotę na grę, ale grzeją ławę. Wszystko się jednak zmienia, gdy poznają Nelsona (Max Prado).

## Obsada
- Rob Schneider jako Gus Matthews
- David Spade jako Richie Goodman
- Jon Heder jako Clark Reedy
- Jon Lovitz jako Mel
- Nick Swardson jako Howie Goodman
- Craig Kilborn jako Jerry
- Molly Sims jako Liz Matthews, żona Gusa
- Tim Meadows jako Wayne
- Amaury Nolasco iako Carlos
- Bill Romanowski jako Karl
- Reggie Jackson jako on sam
- Max Prado jako Nelson
- Danny McCarthy jako Troy
- Sean Salisbury jako Brad
- Matt Weinberg jako Kyle

i inni